# Musopen
Musopen Inc. è un'organizzazione senza scopo di lucro 501(c)(3) con sede a Tarzana, California, lanciata da Aaron Dunn nel 2005. Ha lo scopo di "liberare la musica" fornendo musica al pubblico gratuitamente, senza restrizioni di copyright.

## Missione e attività caritatevoli
Musopen mette a disposizione una libreria online di registrazioni musicali e spartiti di pubblico dominio. Raccoglie anche fondi per finanziare registrazioni di musica classica che vengono pubblicate nel pubblico dominio.
Nel 2008 Musopen ha pubblicato nel pubblico dominio le registrazioni appena commissionate delle 32 sonate per pianoforte di Beethoven.
Nel 2010 il sito ha organizzato una raccolta fondi tramite Kickstarter per commissionare registrazioni di un repertorio più ampio, raccogliendo un totale di $68.359, più di sei volte il loro obiettivo iniziale di $11.000. Nel luglio 2012 Musopen ha annunciato che l'editing delle registrazioni era terminato, dopodiché i file audio sono stati caricati sul suo sito Web e su Archive.org. L'elenco finale della musica è stato annunciato nell'agosto 2012.
Nel settembre 2013 Musopen ha lanciato una nuova raccolta fondi su Kickstarter per registrare le opere complete di Fryderyk Chopin. La raccolta fondi ha avuto successo, superando l'obiettivo di finanziamento di $75.000 di oltre $15.000. Tutte le registrazioni per questo progetto sono state completate e il montaggio è stato completato nell'aprile 2015.

## Libreria musicale online
Musopen funziona secondo un modello freemium, in quanto alcuni contenuti sono disponibili gratuitamente, ma i download premium (HD) richiedono un abbonamento. Gli spartiti sono disponibili per il download gratuito per tutti e le registrazioni possono essere riprodotte utilizzando un lettore HTML5. Gli utenti non paganti possono scaricare registrazioni musicali, ma sono limitati a 5 download al giorno; i membri che pagano $55 all'anno ricevono download illimitati di musica codificata senza perdite; e i "benefattori" che pagano $240 all'anno possono inoltre richiedere registrazioni (a partire da ottobre 2018).